# Battaglia d'Aragona
La battaglia d'Aragona (nota in spagnolo come ofensiva de Aragón) fu un episodio bellico della guerra civile spagnola successiva alle battaglie di Teruel, dopo la quale i repubblicani avevano perso numerosi veterani e l'appoggio in armi dell'Unione Sovietica; i franchisti, forti della superiorità in mezzi, delle fiorenti industrie basche e dell'appoggio italo-tedesco, riuscirono a conquistare ampie zone del Levante Spagnolo e dell'Aragona.

## L'attacco
L'offensiva franchista iniziò il 7 marzo, preceduta da bombardamenti e attacchi aerei; l'armata franchista divisa in tre parti penetrò subito nelle difese repubblicane sull'Ebro: mentre gli spagnoli prendevano Belchite il 10 marzo, le truppe italiane entravano in Rudilla.
Le difese repubblicane crollarono quando gli italiani entrarono in Alcañiz, le truppe repubblicane, eccettuate le Brigate Internazionali, si diedero alla fuga in massa: il 22 marzo cadde Saragozza, mentre ai primi di aprile i repubblicani persero Gandesa.
La decisione di Francisco Franco di non attaccare immediatamente Barcellona diede ai repubblicani il tempo di opporsi a nazionalisti ed italiani nella difesa del fiume Segre.